# منطقة وصاية باشيتان
منطقة وصاية باسيتان (بالإندونيسية: Kabupaten Pacitan)‏ هي منطقة وصاية تقع في مقاطعة جاوة الشرقية بإندونيسيا على الحدود الشرقية لمقاطعة جاوة الوسطى. يقدر عدد سكانها بـ 538,000 نسمة ومساحتها 1,389.87 كم2 .